# 圣奥诺里娜德迪西
圣奥诺里娜德迪西（法語：Sainte-Honorine-de-Ducy，法語發音：[sɛ̃t ɔnɔʁin də dysi] ⓘ）是法国卡尔瓦多斯省的一个市镇，属于巴约区。

## 地理
圣奥诺里娜德迪西（49°8'47"N, 0°46'39"W）面积4.99 平方千米，位于法国诺曼底大区卡爾瓦多斯省，该省份为法国西北部沿海省份，北濒大西洋英吉利海峡，东北与滨海塞纳省以海上边界相接，东临厄尔省，南至奧恩省，西与芒什省接壤。
与圣奥诺里娜德迪西接壤的市镇（或旧市镇、城区）包括：卡阿尼奥勒、富洛涅、欧尔河畔科蒙。
圣奥诺里娜德迪西的时区为UTC+01:00、UTC+02:00（夏令时）。

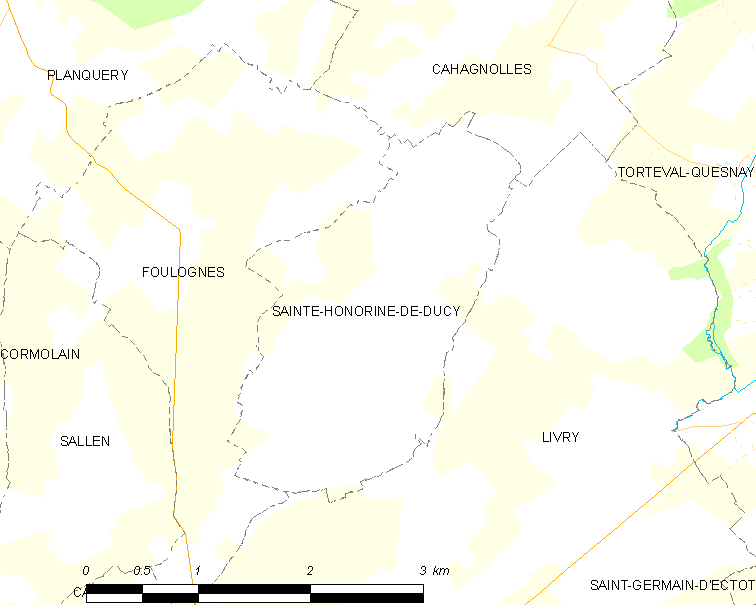
圣奥诺里娜德迪西的OSM定位图

## 行政
圣奥诺里娜德迪西的邮政编码为14240，INSEE市镇编码为14590。

## 政治
圣奥诺里娜德迪西所属的省级选区为特雷维耶尔县。

## 人口

1962-2008年间圣奥诺里娜德迪西人口变化图示

圣奥诺里娜德迪西于2022年1月1日时的人口数量为136人。